# Берти, Эндрю
Его Высокопреосвященное Высочество фра Эндрю Уиллоби Ниниан Берти (англ. Andrew Willoughby Ninian Bertie; 15 мая 1929, Лондон, Великобритания — 7 февраля 2008, Рим, Италия) — 78-й Князь и Великий магистр Суверенного военного гостеприимного ордена Святого Иоанна, Иерусалима, Родоса и Мальты.

## Происхождение
- Отец — Джеймс Берти — сын 7-го графа Абингдона, финансовый агент на Лондонской бирже, офицер ВМФ в годы Второй мировой войны.
- Мать — леди Джейн Крайтон-Стюарт, дочь 4-го маркиза Бьют.

## Биография
- 1946—1950 годы — находился на военной службе. Офицер Шотландской гвардии.
- Некоторое время занимался коммерческой деятельностью.
- Обучался в Бенедиктинском колледже и Оксфордском университете, который окончил с дипломом преподавателя новейшей истории.
- Прошёл двухгодичные курсы восточной и африканской культуры при Лондонском университете
- 14 ноября 1956 года вступил в Мальтийский орден, получив титул кавалера почести и преданности.
- C 1981 года — член Суверенного совета Ордена.
- В апреле 1988 года избран Великим магистром Ордена. Великий магистр признаётся главой государства, его светский ранг — Князь, духовный сан можно приравнять к кардиналу.

## Награды
- Кавалер Большого креста ордена Святого Карла (Монако, 1997)
- Кавалер Большого креста ордена Почётного легиона (Франция, 23 марта 1989)[3]
- Кавалер Большого креста, декорированного большой лентой ордена «За заслуги перед Итальянской Республикой» (1990)[4]
- Великий офицер ордена «За заслуги перед Итальянской Республикой» (1986)[5]
- Рыцарь цепи ордена Освободителя (Венесуэла, 1988)
- Рыцарь цепи ордена Андреса Бельо (Венесуэла, 1995)
- Рыцарь цепи ордена Генриха Мореплавателя (Португалия, 1989)
- Рыцарь цепи национального ордена Заслуг (Мальта, 1995)
- Рыцарь цепи ордена Заслуг (Чили, 1990)
- Рыцарь цепи ордена Сан-Мартина Освободителя (Аргентина, 1990)
- Кавалер большого креста ордена «За заслуги перед ФРГ» (1992)
- Рыцарь цепи ордена Южного креста (Бразилия, 1990)
- Кавалер Большого креста ордена Витаутаса Великого (Литва, 17 мая 1999)[6]
- Цепь ордена Звезды Румынии (Румыния, 2002)[7]
- Орден «Стара-планина» с лентой (Болгария, 28 февраля 2006 года)[8]
- многие другие награды.